# مونکالیری
شهر  مونکالیری (به ایتالیایی: Moncalieri) با جمعیت ۵۶٬۹۴۴ نفر  در ناحیه پیمونت در کشور ایتالیا واقع شده‌است.